# Quartzo azul
Quartzo azul ou quartzo safira é uma variedade de quartzo de cor azul. A cor azul deve-se ao titânio. Apresenta frequentemente inclusões de rútilo ou de crocidolita. O quartzo azul pode apresentar variantes de cores azuis marinhas até cores azuis claras.